# Pteris aberrans
Pteris aberrans är en kantbräkenväxtart som beskrevs av Cornelis Rugier Willem Karel van Alderwerelt van Rosenburgh. Pteris aberrans ingår i släktet Pteris och familjen Pteridaceae. Inga underarter finns listade.